# Levokabastin
Levokabastin je selektivni antagonist H1 receptora druge generacije koji je razvila kompanija Jansen Farmaceutikal 1979. On se koristi za lečenje alergijskog konjunktivitisa.
Pored antihistaminskog dejstva, levokabastin takođe deluje kao potentan i selektivan antagonist neurotenzinskog receptora , i bio je prvi lek koji je korišten za karakterisanje raznih neurotenzinskih podtipova.

## Literatura
1. ↑  „RxMed: Pharmaceutical Information - LIVOSTIN NASAL SPRAY”. Приступљено 13. 11. 2005.
2. ↑  Schotte A, Leysen JE, Laduron PM (1986). „Evidence for a displaceable non-specific [3H]neurotensin binding site in rat brain”. Naunyn-Schmiedeberg's Archives of Pharmacology. 333 (4): 400—5. PMID 3022160. doi:10.1007/BF00500016.
3. ↑  Kitabgi P, Rostène W, Dussaillant M, Schotte A, Laduron PM, Vincent JP (1987). „Two populations of neurotensin binding sites in murine brain: discrimination by the antihistamine levocabastine reveals markedly different radioautographic distribution”. European Journal of Pharmacology. 140 (3): 285—93. PMID 2888670. doi:10.1016/0014-2999(87)90285-8.
4. ↑  Chalon P, Vita N, Kaghad M, Guillemot M, Bonnin J, Delpech B, Le Fur G, Ferrara P, Caput D (1996). „Molecular cloning of a levocabastine-sensitive neurotensin binding site”. FEBS Letters. 386 (2-3): 91—4. PMID 8647296. doi:10.1016/0014-5793(96)00397-3.
5. ↑  Mazella J, Botto JM, Guillemare E, Coppola T, Sarret P, Vincent JP (1996). „Structure, functional expression, and cerebral localization of the levocabastine-sensitive neurotensin/neuromedin N receptor from mouse brain”. The Journal of Neuroscience : the Official Journal of the Society for Neuroscience. 16 (18): 5613—20. PMID 8795617.
6. ↑  Sarret P, Esdaile MJ, Perron A, Martinez J, Stroh T, Beaudet A (2005). „Potent spinal analgesia elicited through stimulation of NTS2 neurotensin receptors”. The Journal of Neuroscience : the Official Journal of the Society for Neuroscience. 25 (36): 8188—96. PMID 16148226. doi:10.1523/JNEUROSCI.0810-05.2005.
7. ↑  Bredeloux P, Costentin J, Dubuc I (2006). „Interactions between NTS2 neurotensin and opioid receptors on two nociceptive responses assessed on the hot plate test in mice”. Behavioural Brain Research. 175 (2): 399—407. PMID 17074405. doi:10.1016/j.bbr.2006.09.016.
8. ↑  Yamauchi R, Wada E, Kamichi S, Yamada D, Maeno H, Delawary M, Nakazawa T, Yamamoto T, Wada K (2007). „Neurotensin type 2 receptor is involved in fear memory in mice”. Journal of Neurochemistry. 102 (5): 1669—76. PMID 17697051. doi:10.1111/j.1471-4159.2007.04805.x.

## Spoljašnje veze
- Novartis Pharmaceuticals (2002). „LIVOSTIN” (PDF). Архивирано из оригинала (PDF) 13. 11. 2006. г. Приступљено 20. 8. 2006.

|  | Molimo Vas, obratite pažnju na važno upozorenje u vezi sa temama iz oblasti medicine (zdravlja). |